# Daniel Marguerat
Pour les articles homonymes, voir Marguerat.
Daniel Marguerat, né le 30 octobre 1943, à Lausanne, est un exégète et bibliste suisse, professeur émérite de théologie protestante de l'université de Lausanne, spécialiste de la narratologie appliquée aux recherches sur le Nouveau Testament.

## Biographie
Il étudie la théologie à l'université de Göttingen et à l’université de Lausanne, où il obtient un certificat de recherche en sciences bibliques. Il adopte une approche historico-critique de l'exégèse biblique qu'il applique dès sa thèse portant sur Le jugement dans l’Évangile de Matthieu. De 1984 à 2008, il enseigne le Nouveau Testament à l'université de Lausanne, dont il est nommé doyen en 2005, puis professeur honoraire. Il a présidé la Fédération des facultés de théologie Genève-Lausanne-Neuchâtel ainsi que la Studiorum Novi Testamenti Societas. Il est également pasteur de l’Église évangélique réformée du canton de Vaud.

## Travaux
Exégète et bibliste de renommée internationale, ses travaux portent notamment sur la question du Jésus de l'histoire et la construction de la théologie paulinienne. Il décrit ainsi son approche : sous-discipline de l’analyse historico-critique, « la critique des sources [reçoit sa légitimité] de l’axiome suivant : pour être correctement compris, un texte doit être situé dans l’histoire qui l’a produit ».
Daniel Marguerat est l'exégète qui a fait connaître la méthode et les enjeux de l'analyse narrative de la Bible dans le monde francophone, notamment grâce à l'ouvrage Pour lire les récits bibliques. Initiation à l'analyse narrative, publié avec Yvan Bourquin en 1999 et régulièrement réédité depuis. C'est également un spécialiste des origines du christianisme, des écrits néotestamentaires et particulièrement des Actes des apôtres, sur lequel il a publié un commentaire.
Avec les écrivains Pascalle Monnier et Jean Echenoz, il participe, en tant qu'exégète, à la traduction des Actes des Apôtres et de l'Épître à Philémon pour la bible publiée par Bayard en 2001.
En 2003, un ouvrage rassemblant une trentaine d'exégètes renommés est publié à l'occasion de son 60e anniversaire.

## Distinctions
- Prix François-Millepierres de l'Académie française, 2024
- Prix de la Société académique vaudoise, 1981
- Prix faculté (Faculté de théologie, université de Lausanne), 1969

## Publications

### Ouvrages collectifs et directions d'ouvrages
- Daniel Marguerat (dir.), Le Déchirement. Juifs et chrétiens au premier siècle. Ouvrage collectif (Martinus C. de Boer, Georges J. Brooke, H. Cousin, Jean-Daniel Kaestli, Ulrich Luz, Daniel Marguerat, Folker Siegert, Ekkerhard W. Stegemann, Christopher Tuckett, professeurs aux universités de Lausanne, Berne, Bâle, Neuchâtel, Manchester). éd. collection Labor et Fides, 1996  (ISBN 2-8309-0788-4)
- Daniel Marguerat, Enrico Norelli, Jean-Michel Poffet (dir.) et al., Jésus de Nazareth : Nouvelles approches d'une énigme, Genève, Labor et Fides, coll. « Le monde de la Bible » (n° 38), 2003, 614 p.  (ISBN 978-2-8309-0857-2)
- Jean-Daniel Kaestli, Daniel Marguerat (dir.) et al., Le Mystère apocryphe : Introduction à une littérature méconnue, Genève, Labor et Fides, coll. « Essais bibliques » (no 26), 2007, 2e éd., 188 p.  (ISBN 978-2-8309-1241-8)
- Daniel Marguerat (dir.) et al., Introduction au Nouveau Testament : Son histoire, son écriture, sa théologie, Genève, Labor et Fides, 2008, 4e éd., 540 p.  (ISBN 978-2-8309-1289-0)
- Andreas Dettwiler, Daniel Marguerat (dir.) et al., La Source des paroles de Jésus (Q) : Aux origines du christianisme, Genève, Labor et Fides, coll. « Le monde de la Bible » (no 60), 2008, 408 p.  (ISBN 978-2-8309-1341-5)
- Daniel Marguerat et Éric Junod, Qui a fondé le christianisme ?, Genève, Labor et Fides, 2010, 120 p.  (ISBN 978-2-8309-1401-6)
- Camille Focant (dir.), Daniel Marguerat (dir.) et al., Le Nouveau Testament commenté, Genève, Labor et Fides, 2012, 4e éd.  (ISBN 978-2-8309-1481-8)
- Daniel Marguerat (éd.), La Lettre à Philémon et l'ecclésiologie paulinienne, Peeters (n° 22), 2016  (ISBN 9042933488)
- Andreas Dettwiler (éd.), Daniel Marguerat, Gerd Theissen, Jean Zumstein et al., Jésus de Nazareth : Études contemporaines, Labor et Fides, 2017  (ISBN 978-2-8309-1642-3)

### Ouvrages personnels
- Les Actes des apôtres, vol. I : (1-12), Genève, Labor et Fides, 2007, 448 p. (ISBN 978-2-8309-1229-6, lire en ligne)
- Les Actes des apôtres, vol. II : (13-28), Genève, Labor et Fides, 2015, 400 p. (ISBN 978-2-8309-1568-6)
- Jésus et Matthieu : À la recherche du Jésus de l'histoire, Labor et Fides, 2016, 312 p. (ISBN 978-2-8309-1589-1)
- L'Historien de Dieu : Luc et les Actes des apôtres, Montrouge/Genève, Labor et Fides, 2018, 443 p. (ISBN 978-2-227-49384-1 et 2227493844)
- Vie et destin de Jésus de Nazareth, Seuil, 2019, 405 p.  (ISBN 978-2-0212-8034-0)
- Paul de Tarse : L'enfant terrible du christianisme, Seuil, 2023, 560 p. (ISBN 978-2-0214-7614-9),  prix François-Millepierres de l' Académie française 2024

### Articles
- « Jésus, ses frères et ses sœurs », in Le Monde de la Bible hors-série, printemps 2009, p. 52-56.
- « Ce qu'ils n'ont pas dit de Pâques », in Le Monde de la Bible hors-série, printemps 2009, p. 41-45.
- « Paul, interprète de Jésus », in Le Monde de la Bible hors-série, printemps 2009, p. 25-28.
- « Jésus : un juif marginal… et plus encore ! », in Le Monde de la Bible hors-série, printemps 2009, p. 19-22.

## Filmographie
- Daniel Marguerat, le théologien amoureux des Écritures : le 16 octobre 2012 à Ecublens (VD) / interlocutrice: Manuela Salvi. Robert Mermoud, musicien : le 23 octobre 1991 à Eclagnens (VD), Association Films plans-fixes, Lausanne [2013] (1 DVD (ca. 100 min) : son, n et b ; 12 cm, en boîte 19 cm), Plans-fixes no 1278 no 1099, permalien
- Daniel Marguerat compte au nombre des chercheurs intervenant dans Corpus Christi (1999), L'Origine du christianisme (2003) et L'Apocalypse (2008) réalisés par Jérôme Prieur et Gérard Mordillat